# Ted Prior
Ted Prior (* 9. August 1959 in Newark, New Jersey) ist ein US-amerikanischer Schauspieler und Bodybuilder.

## Leben
Prior wuchs mit zwei Geschwistern als Sohn eines Stand-up-Comedian und einer Bühnenassistentin des Zauberkünstlers Harry Blackstone in mittelständischen Verhältnissen auf. Sein Bruder war der Filmemacher David A. Prior. Als er fünf Jahre alt war, ließen sich seine Eltern scheiden. Mit seiner Mutter und seinem Stiefvater zog er nach Baltimore, wo sein Stiefvater als Kunstlehrer und seine Mutter als Näherin für lokale Theaterkompanien arbeitete. Über die Kontakte seiner Mutter begann Prior schon bald als Nebendarsteller im Theater aufzutreten. Aufgrund dieser Erfahrung beschloss er, professioneller Schauspieler zu werden. Seit seinem 15. Lebensjahr betreibt Prior Bodybuilding. Mit 19 Jahren gewann er die Auszeichnung Teenage Mr. Maryland. Prior war mit der Bodybuilderin und Schauspielerin Raye Hollitt verheiratet, mit der er eine Tochter hat.
Seine Schauspielkarriere startete er Anfang der 1980er Jahre. Aufgrund seiner muskulösen Figur stellte er anfänglich Bodybuilder oder Soldaten in Nebenrollen dar. Erst in den Filmen seines Bruders David A. Prior besetzte er Hauptrollen, meistens in Actionfilmen. Durch mehrere Rollen in B-Movie-Actionfilmen erwarb er sich den Ruf als B-Action Film Actor. Erstmals 1984 und in den folgenden Jahren war er als Aktmodel im Playgirl abgebildet.

## Filmografie (Auswahl)
- 1981: Der unglaubliche Hulk (The Incredible Hulk) (Fernsehserie, Episode 4x09)
- 1983: Sledgehammer
- 1985: Kill Zone
- 1987: Aerobicide (Killer Workout)
- 1987: Surf Nazis Must Die
- 1987: Tödliche Beute (Deadly Prey)
- 1988: Operation Warzone
- 1988: Karate Warrior 2
- 1988: Hell on the Battleground
- 1989: Tödliche Fäuste (Hardcase and Fist)
- 1989: Jungle Patrol
- 1989: Born Killer
- 1990: Future Zone
- 1990: Final Sanction – Zum Töten gedrillt (The Final Sanction)
- 1991: Raw Nerve
- 1991: Maximum Breakout
- 1992: Die Abenteuer von Pico und Columbus (Zeichentrickfilm, Sprecherrolle)
- 1992: Center of the Web
- 1992: Double Threat – Tödliches Verlangen (Double Threat)
- 1993: Ultraman: The Ultimate Hero (Fernsehserie, Episode 1x12)
- 1994: Geißel der Lust (Possessed by the Night)
- 1994: Good Cop Bad Cop
- 1995: Bio-Force
- 1996: The Reality of Doing (Kurzfilm)
- 1996: 1996: Power Ladies – Auf Biegen und Brechen (Day of the Warrior)
- 1997: The P.A.C.K.
- 1998: The Hostage
- 1998: Dead by Dawn
- 2000: Watership Warrior – Überleben ist alles (Hostile Environment)
- 2007: Lost at War
- 2008: Corpse Run
- 2009: Living Surfaces (Kurzfilm)
- 2011: Breath of Hate
- 2012: Night Claws
- 2013: Tödliche Beute 2 (Deadliest Prey)
- 2015: Relentless Justice
- 2015: The Last House